# De blauwe mummie
De blauwe mummie is het 18de stripalbum uit de reeks Lefranc, bedacht door Jacques Martin, geschreven door Patrick Weber en getekend door Francis Carin. 
De eerste publicatie was ook meteen het eerste album. Het album werd in maart 2007 uitgegeven door uitgeverij Casterman als softcover met nummer 18 in de serie Lefranc. 
Deze uitgave kent in ieder geval een herdruk, namelijk in 2017. 

## Het verhaal
Journalist Guy Lefranc, zijn nicht Sophie en zijn beschermeling Jeanjean zijn in Karnak. Lefranc heeft afgesproken met Axel Borg, die hem verteld dat hij van plan is een mummie tot leven te wekken. Hij vraagt Lefranc dit wereldkundig te maken zodra het hem is gelukt.
Een machtige religieuze organisatie, de MORA, toont interesse in het experiment, dat ze liever ziet mislukken aangezien de opgewekte persoon het geheim van het hiernamaals zou kunnen onthullen. Ze kopen een van de wetenschappers van het experiment om om kortsluiting te veroorzaken. Door de kortsluiting komt de mummie echter tot leven en ontsnapt.
Het bestaan van de mummie blijkt gelekt te zijn naar de pers. De onrust in de wereld neemt toe. 
De MORA organiseert in Karnak een wereldwijde oecomenische ontmoeting onder de ogen van de wereld. Tijdens dit gebeuren pleegt een terroristengroep een aanslag op de tempel. De blauwkleurige mummie ontvoert Soad, die voor Lefranc als gids optreedt. De mummie dacht dat ze prinses Nefert was; hij blijkt Meren te zijn, een schrijver aan haar hof. Hij toont Soad de schat van de priesters van Amon.
Inmiddels is Borg omgekocht door de terroristische organisatie die de mummie dood of levend wil hebben. Lefranc en Soad denken Borg over te halen de mummie met rust te laten in ruil voor de schat. Borg schiet echter op de mummie die in een waterput stort, en rooft de schat.
De mummie is echter niet dood, en houdt zich voor iedereen verborgen.